# Rudsjön (Gävle socken, Gästrikland)
Rudsjön är en sjö i Gävle kommun i Gästrikland och ingår i Gavleån-Dalälvens kustområde. Sjön har en area på 0,254 kvadratkilometer och ligger 3,2 meter över havet.

## Delavrinningsområde
Rudsjön ingår i det delavrinningsområde (673002-157816) som SMHI kallar för Utloppet av Rudsjön. Medelhöjden är 10 meter över havet och ytan är 1,75 kvadratkilometer. Det finns inga avrinningsområden uppströms utan avrinningsområdet är högsta punkten. Vattendraget som avvattnar avrinningsområdet har biflödesordning 2, vilket innebär att vattnet flödar genom totalt 2 vattendrag innan det når havet efter 1,4 kilometer.. Bebyggelsen i området täcker en yta av 1,58 kvadratkilometer eller 90 procent av avrinningsområdet.